# NO.1 (UVERworldの曲)
「NO.1」（ナンバーワン）は、UVERworldの17枚目のシングル。 2010年11月24日にgr8!recordsから発売された。

## 概要
本作の収録楽曲は、彼らが北海道で行った曲作り合宿の際に生まれたものである。表題曲である「NO.1」は、2010年11月27日に行われたUVERworld初の東京ドーム公演『LAST TOUR FINAL at TOKYO DOME』のオープニングナンバーである。また、カップリングの「6つの風」も同ライブの21曲目に演奏された。
初回生産限定盤は「UVERworld LAST Tour 2010」追加公演であるZepp Tokyoにて演奏された3曲のライブ映像を収録したDVDが付属している。
キャッチコピーは「東京ドームワンマンライブの1曲目を飾るナンバー！」

## 収録内容
| 全作詞: TAKUYA∞、全作曲: UVERworld、全編曲: UVERworld & 平出悟。 |               |         |            |      |
| #                                                                | タイトル      | 作詞    | 作曲・編曲 | 時間 |
| 1.                                                               | 「NO.1」      | TAKUYA∞ | UVERworld  | 5:32 |
| 2.                                                               | 「6つの風」   | TAKUYA∞ | UVERworld  | 3:33 |
| 3.                                                               | 「超大作+81」 | TAKUYA∞ | UVERworld  | 5:30 |
| 合計時間:                                                        | 合計時間:     | 14:35   |            |      |

### DVD
- 2010年の全国ライブツアー「UVERworld LAST Tour 2010」のZepp Tokyoでの追加公演で演奏された3曲のライブ映像を収録。

| #  | タイトル       | 作詞 | 作曲・編曲 |
| -- | -------------- | ---- | ---------- |
| 1. | 「GOLD」       |      |            |
| 2. | 「バーレル」   |      |            |
| 3. | 「心とココロ」 |      |            |

### 通常盤（初回仕様限定盤）
- UVERworld特製ワイドキャップステッカー

## 楽曲解説
1. NO.1
2010年11月27日に開催された東京ドーム公演「LAST TOUR FINAL at TOKYO DOME」のオープニングナンバーである。同公演のセットリストを決めるにあたり、一曲目の候補としてデビュー曲「D-tecnoLife」、UVERworldとして最高売上を誇るシングル曲「儚くも永久のカナシ」、当時の最新シングル曲「クオリア」など多くの候補が挙がった。しかし、メンバーはどれも納得できず、新曲を制作するという運びとなった（実際のライブでは「D-tecnoLife」は2曲目、「儚くも永久のカナシ」は5曲目、「クオリア」は9曲目に演奏された）。TAKUYA∞は「今年一番の出来」と語っている。UVERworldとしては稀である、制作時の仮タイトルがそのまま収録タイトルとなった。歌詞はタイトルどおり、「自分達がNO.1だ」というシンプルな内容であり、攻撃的な表現が多くみられる。だが「NO.1」に他者を見下すという真意はなく、「自分達のやりたい事や夢を恥ずかしがらずに口に出して言える俺達がNO.1だ」という意味を内包している。また、「UVERworld LAST Tour 2010」におけるMCにてTAKUYA∞の語った小さいころの夢の話も歌詞に含まれている。PVはクラブ内でダンサーに囲まれ演奏する内容となっている。PV監督はこれで五度目となる石井貴英。
2. 6つの風
今起きているムーブメントが自分たちに何をもたらすかという疑問から生まれた楽曲。
3. 超大作+81
メンバー曰く「真剣にふざけた曲」。前作「core ability +81」の続編。曲中歌が3曲入っている。曲中では信人のソロデビューや真太郎の犯罪者扱い、克哉の父親の名前が登場する。曲中に起こる騒動は全て曲中の歌に繋がるよう演出されたものである。また、TAKUYA∞作詞作曲による「ころしちまいな」（TAKUYA∞が中学生時代に制作）および「バーベル」（TAKUYA∞の公式ブログに寄せられたコメントのなかの、5thアルバム収録の「バーレル」を誤って「バーベル」と記載した内容を見たTAKUYA∞が制作した楽曲）の一部が収録された。「バーベル」は、『バーベル〜皇帝の新しい服ver.〜』（「7th Trigger」収録）として、のちに発表されている。（曲中における）信人のソロ曲「サランヘヨ」も収録された。「サランヘヨ」の前振りにて、信人は韓国語で"ありがとう"を意味する「カムサハムニダ」を本当に間違えている。「サランヘヨ」は彰の作った原曲をもとにしたものだが、TAKUYA∞が完成させるまで彰本人は何も知らなかった。

## 収録アルバム
1. NO.1
  - 6thスタジオ・アルバム『LIFE 6 SENSE』にアルバムバージョンとして「NO.1 (album ver.)」を収録。
  - 2ndベスト・アルバム『ALL TIME BEST - MEMBER BEST -』
2. 6つの風
  - 6thスタジオ・アルバム『LIFE 6 SENSE』にアルバムバージョンとして「6つの風 (album ver.)」を収録。